# The Amazing Spiez!
The Amazing Spiez! (Franse titel SpieZ! Nouvelle Génération) is een Frans-Canadese animatieserie, geproduceerd door Marathon. De serie is een spin-off van de serie Totally Spies!.

## Plot
De serie speelt zich af na afloop van de serie Totally Spies!. Sam, Clover en Alex zijn inmiddels met pensioen. Hun plaats bij WOOHP is overgenomen door een nieuw team van jonge spionnen, bestaande uit de broers Tony, Marc en Lee Clark en hun zus Megan. Alle vier zitten ze in de brugklas/onderbouw van de middelbare school.
Net als de vorige serie heeft The Amazing Spiez! een schurk-van-de-weekformaat, met per aflevering een afgerond verhaal. Een terugkerend punt is het feit dat de personages een balans moeten zien te vinden tussen hun leven als spion en hun privéleven.

## Achtergrond
De serie heeft een iets andere tekenstijl dan zijn voorganger. Daar waar Totally Spies! in een anime-achtige stijl was getekend, heeft The Amazing Spiez! een tekenstijl die meer standaard is voor westerse animatieseries.
Jerry’s rol in deze serie is meer die van vaderfiguur voor de spionnen dan puur hun opdrachtgever.
De serie bevat veel referenties naar zijn voorganger. Zo komen de personages Britney, Blaine en Dean een paar keer voor in een aflevering. In aflevering 14 hebben Sam, Clover en Alex een gastrol.

## Personages
- Lee Clark is de oudste van de vier spionnen op 13-jarige leeftijd. Hij is ook de sterkste en atletisch van de groep. Als oudste is hij erg beschermend tegenover zijn jongere broers en zussen, maar lijdt hij aan claustrofobie. Zijn spionagepak is rood. In zijn normale uiterlijk heeft Lee kastanjebruin haar in de stijl van een platte bovenkant, lichtblauwe ogen en een lichte huid. Hij draagt een rood shirt met korte mouwen met een witte "W" erop, een rood-wit polsbandje, een bordeauxrode broek en rood-witte schoenen.
- Megan Clark is 12 jaar oud en het enige meisje in het team. Ze gaat altijd om met haar drie broers, wat haar tot een tomboy heeft gemaakt die wil bewijzen dat meisjes alles net zo goed kunnen als jongens. Haar spionagepak is roze. In haar normale uiterlijk heeft Megan zwart haar opgestoken in de rug, een donkere huid en groene ogen. Ze draagt een roze hoodie met korte mouwen die haar middenrif onthult, een roze rok met witte legging en roze en witte schoenen.
- Marc Clark is met zijn 12 jaar de slimste van de groep. Hij heeft iets te zeggen over bijna elk onderwerp, en zijn intelligentie wordt door zijn broers en zussen als freaky beschouwd. Zijn spionnenpak is blauw. In zijn normale voorkomen heeft Marc kort lichtbruin haar, lichtbruine ogen en een lichte huid. Hij draagt een wit shirt met lange mouwen onder een blauwe two-tone hoodie, een donkergroene cargobroek en blauw witte schoenen.
- Tony Clark is met zijn 11 jaar de jongste van de groep. Hij is een hyperactief persoon die liever handelt dan eerst denkt. Zijn spionnenpak is geel. In zijn normale uiterlijk heeft Tony zwart haar dat de ene kant op is geveegd en de andere naar beneden, een donkere huid en groene ogen. Hij draagt een geel shirt met lange mouwen onder een blauwe jas, een blauwe broek, een grijze riem en gele en witte schoenen.
- Jerry Lewis is de oprichter van WOOHP. Hij stuurt de spionnen op missies terwijl hij contact met hen houdt.
- Tami is een populair meisje op de school van de spionnen. Ze is een rivaal van Megan. Haar rol is gelijk aan die van Mandy uit Totally Spies!.
- Cal en Karen Clark: zijn de ouders van Lee, Megan, Marc en Tony.